# چکچک قبرسی

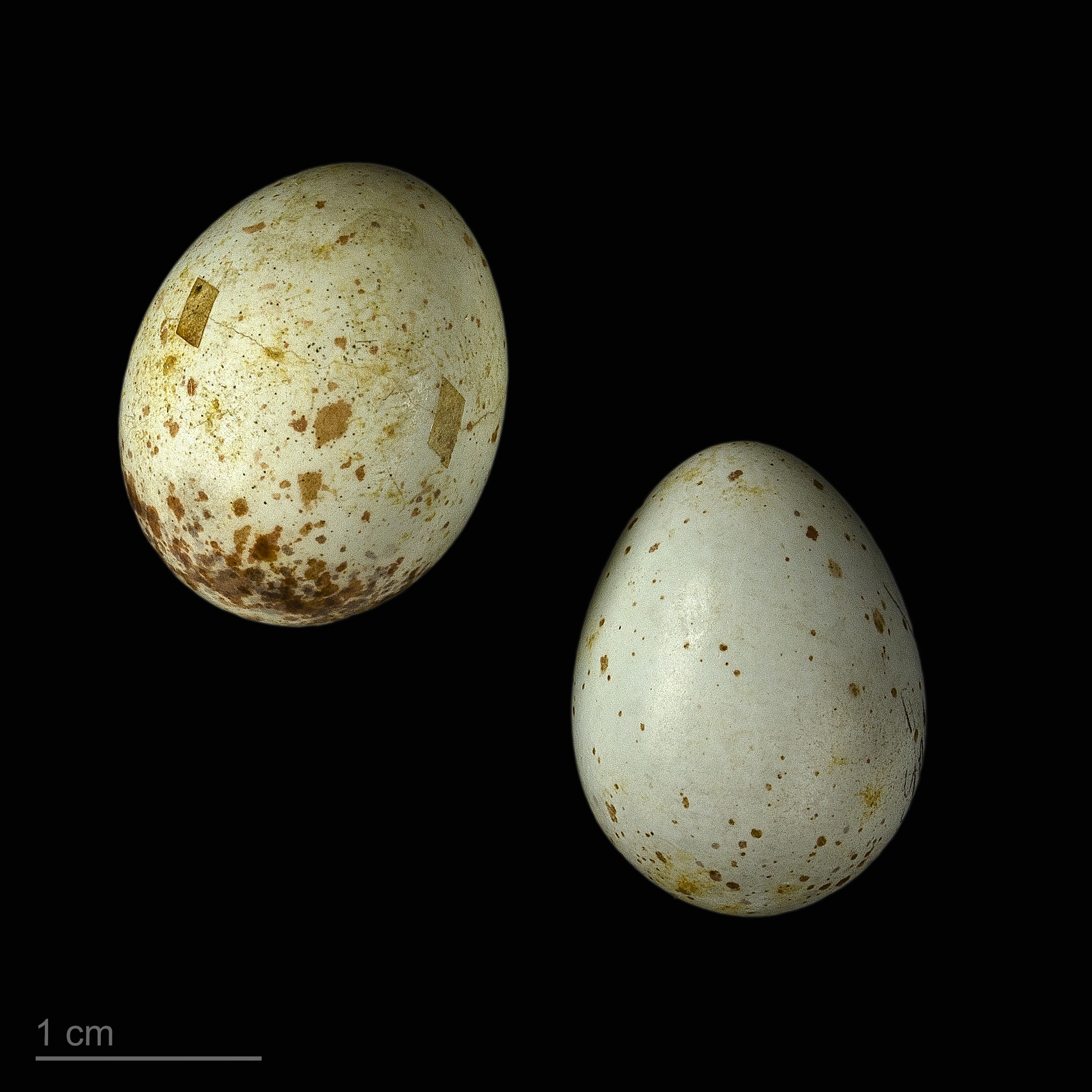
Oenanthe cypriaca

چکچک قبرسی (نام علمی: Oenanthe cypriaca) نام یک گونه از سرده چکچک است.